# 基蒂克缪特地区
基蒂克繆特地區 （英語：Kitikmeot Region，/ˈkɪtəkmjuːt/；伊努克提圖特語：ᕿᑎᕐᒥᐅᑦ/Qitirmiut）是加拿大努那福特的一個分區，包括了布西亞半島、維多利亞島東部和南部及以南的大陸部份、威尔士亲王岛大部和威廉王島。首府剑桥湾镇。
该地区有两个社区，剑桥湾镇和库格卢克图克。该区分为4个选举区。